# Stars.TV
STARS TV – polski telewizyjny kanał muzyczny, prezentujący największe przeboje od lat 60, 70, 80, 90, 2000 i do piosenek współczesnych. W 2022 roku był trzecim najchętniej oglądanym kanałem muzycznym w Polsce.

## Historia
Kanał rozpoczął nadawanie 19 października 2012 roku, korzystając z koncesji na nadawanie wydanej w połowie listopada 2012 roku przez czeską RRTV,. Dystybucja za pośrednictwem satelity Hot Bird wyruszyła zaś 22 października 2012. Sygnał stacji jest FTA. Pierwszym wyemitowanym programem był Best Oldies, a teledyskiem był teledysk Tiny Turner – The Best.
17 listopada 2012 roku rozpoczęła się dystrybucja STARS TV drogą kablową, w ramach oferty TV Pasja. Od 20 grudnia 2012 kanał można oglądać także w Internecie, początkowo na stronie własnej nadawcy, obecnie za pośrednictwem WP Pilot. Od 1 kwietnia 2013 roku kanał nadaje reklamy w ofercie Polsat Media. 31 stycznia 2014 STARS TV rozpoczął emisję oznaczeń wiekowych, co związane było z planami uzyskania polskiej koncesji na multipleksach cyfrowej telewizji naziemnej. 3 lutego 2014 KRRiT przyznała STARS TV polską koncesję. 13 maja 2016 roku format ścieżki dzwiękowej w emisji satelitarnej został zmieniony na Dolby Digital, a 18 maja 2016 roku także w emisji naziemnej, poprawiając tym samym jakość dźwięku. 14 października 2016 kanał odświeżył swoją oprawę graficzną. 2 grudnia 2019 roku kanał ponownie odświeżył swoją oprawę graficzną, a 25-27 maja 2021 wprowadzono do niej drobne poprawki.
24 marca 2022 roku dyrektor stacji za pośrednictwem jednego z forów internetowych ogłosił, że w planach jest zmiana logo stacji. 13 kwietnia 2022 roku kanał zmienił logo.
Od 4 lutego 2025 roku przekaz satelitarny kanału jest nadawany w jakości HD.

## Programy Stars TV

### Obecne
- BEST HITS
- BEST POLISH
- BEST 70's
- BEST 80's
- BEST 90's
- BEST 00's
- BEST BALLADS
- BEST ROCK

### Cyklicznie
- Ballady Wszech Czasów
- Best of...
- Czas na Weekend
- TOP 150/100/77/50/36/28/27/21/20/10
- Top 100 Hity roku ....
- Top 100 Party 80's 90's, 00's Hits
- Top 223 Sylwester Party (od 31.12.2024)
- Top 207 Sylwester Party (od końca sylwestera 2024)
- Top 200 Sylwester Party (od 31.12.2023)
- Top 150 Sylwester Party (od 31.12.2022)
- Top 100 Sylwester Party (od 31.12.2021)
- Sylwesterowy Top 100 Party Hits(od 31.12.2020, 2019, 2018)
- Ostatnia Sobota Karnawału
- The Final Countdown (odliczenie do nowego roku, tylko do kończenia sylwestra)
- Happy New Year (to powitanie nowego roku z utworem powitalnym od ABBA na ten koniec sylwestra)
- Top 150 Ballad Hits
- Top 100 Eurodance Hits
- Eurodisco vs. Eurodance
- Polskie Hity Wszech Czasów
- Premiery STARS TV
- Remastered HD (program, który prezentuje remasterowane klasyki na jakość  Full HD)
- Top 66 Hard Rock & Metal
- Top 100 Cover Hits
- Top 100 Eurodisco Hits
- Top 100 British 80's Hits
- Top 150 Polish Hits
- Top 150 Hits of The 60's/70's/80's/90's/00's
- Top .... na .. urodziny
- TOP WSZECH CZASÓW
- Best Tribute/Śmiertelni Nieśmiertelni
- Best Party 90's
- Best Party 80's
- Best Party 00's
- Best 60's Day
- Best 80's Day
- Best 90's Day
- Best 00's Day
- Best Ballads Day
- Best Rock Day
- Best Euro Disco Day
- Best Oldies Day
- Best Of YouTube (80's,90's)
- Best Soundtrack Hits
- Best International Hits
- Best Eurodance
- Best Eurodisco
- Original & Cover
- Original & Cover Weekend
- Christmas Hits Non-Stop (tylko w swięta)

### Dawne
- Sylwester Party
- Best Synth-Pop
- Best Oldies
- Top 150 Party hits
- Best karaoke
- Best Afternoon
- Best Music
- Best Weekend
- Best Now
- Best Polish Now
- Best Decision
- Best Dance
- Best face party
- Best marathon
- Best Letter Quest
- Best Decision Special
- Best 80's/90's
- Best 70's/80's
- Best party polish
- Best polish 90's
- Best polish 00's
- Best Classic Rock
- Best One-Hit Wonder
- Best Karaoke Christmas
- Best Party Classic
- Best After Year Weekend
- Best Hits Special
- Best 80's & 90's Weekend
- Best Of The Year
- Best Morning
- Best Football Hits
- Best 3
- Best Summer Hits
- Best Ballads 80's
- Best Ballads 90's
- Best Britsh Hits
- Best American Hits
- Best Carnival Party
- Best Chart (80's,90's,Oldies,Euro Disco,)
- Best Karaoke
- Lyric Video
- Best 60's
- Best 10's
- Best Cover Hits
- Best Soundtrack
- Best Chirstmas Hits
- Best German Hits
- Best Italian Hits
- Best Party
- Best Euro Disco
- Best Eurodance
- Best Oldies Party
- Największe Hity (Eurodance, Lat Dziewięcdziesiątych, Euro Disco, Lat Osiemdziestątych, Dance)
- Hity Wszech Czasów
- Nieograne Lata Osiemdziestąte
- Nieograne Lata Dziewięcdziesiąte

## Logo
| Okres obowiązywania                     | Opis | Ilustracja |
| --------------------------------------- | --- | ---------- |
| 19 października 2012 – 12 kwietnia 2022 | Duża niebieska gwiazda, prawie nad nią napis "STARS,, niżej w dolnej części gwiazdy kilka mniejszych gwiazd w czarnych okręgach. |            |
| od 13 kwietnia 2022                     | Napisy "STARS,, i "TV,, pomiędzy nimi niebieska gwiazda.                                                                         |            |

## Telewizja naziemna
3 lutego 2014 stacja otrzymała polską koncesję i rozpoczęła nadawanie w ramach naziemnej telewizji cyfrowej. Dzięki porozumieniu ze stacjami TV Łużyce, TVT i NTL Radomsko stacja nadawana jest za pomocą czterech multipleksów naziemnych:
- MUX-L1 zarządzany przez TV Łużyce, nadawany z Chojnowa, Gryfowa Śląskiego i Jeleniej Góry.
- MUX-L2 zarządzany przez TVT, nadawany z Ornontowic i Rybnika.
- MUX-L3 zarządzany przez NTL Radomsko, nadawany z Kamieńska, Łodzi, Częstochowy i Tomaszowa Mazowieckiego.
- MUX-MWE zarządzany przez MWE Networks, nadawany ze Szczecina.

Od 23 września 2022 roku stacja rozpoczęła również nadawanie z Warszawy, Gdańska i Wrocławia w ramach MUX-BCAST, zarządzanym przez firmę BCAST.

## Oglądalność
Wszyscy 4+:
|      | styczeń | luty   | marzec | kwiecień | maj    | czerwiec | lipiec | sierpień | wrzesień | październik | listopad | grudzień | cały rok |
| ---- | ------- | ------ | ------ | -------- | ------ | -------- | ------ | -------- | -------- | ----------- | -------- | -------- | -------- |
| 2020 | 0,057%  |        | 0,059% | 0,074%   |        | 0,055%   |        |          | 0,049%   |             |          |          | 0,064%   |
| 2019 | 0,055%  | 0,067% | 0,068% | 0,078%   | 0,070% | 0,075%   | 0,053% | 0,086%   | 0,078%   | 0,075%      |          | 0,089%   | 0,072%   |
| 2018 | 0,08%   | 0,08%  | 0,07%  | 0,10%    | 0,07%  | 0,072%   | 0,065% | 0,081%   | 0,064%   | 0,077%      | 0,071%   | 0,095%   | 0,077%   |
| 2017 | 0,10%   | 0,09%  | 0,07%  | 0,10%    | 0,10%  | 0,09%    | 0,11%  | 0,09%    | 0,08%    | 0,07%       | 0,07%    | 0,11%    | 0,09%    |
| 2016 | 0,06%   | 0,08%  | 0,07%  | 0,07%    | 0,08%  | 0,07%    | 0,06%  | 0,07%    | 0,06%    | 0,05%       | 0,08%    | 0,10%    | 0,07%    |
| 2015 | 0,06%   | 0,05%  | 0,06%  | 0,06%    | 0,07%  | 0,09%    | 0,11%  | 0,07%    | 0,05%    | 0,06%       | 0,07%    |          | 0,07%    |
| 2014 | 0,05%   | 0,05%  | 0,09%  | 0,14%    | 0,10%  | 0,09%    | 0,07%  | 0,09%    | 0,07%    | 0,08%       | 0,07%    |          | 0,08%    |
| 2013 | ?       | ?      | 0,023% | 0,034%   | 0,042% | 0,042%   | 0,040% | 0,040%   | 0,078%   | 0,04%       | 0,06%    |          | 0,04%    |